# Bigbang Alive Tour
A Bigbang Alive Tour a dél-koreai Big Bang együttes első világ körüli turnéja, melyet 2012. március 2-án nyitottak meg Szöulban, három koncerttel. A turné során az együttes 16 országban összesen 25 városban adott koncertet. A turnét a Live Nation szervezte, a kreatív igazgató Laurieann Gibson volt. 2012 júliusában a YG Entertainment bejelentette, hogy a turné exkluzív szponzora a Samsung Galaxy lesz, ezért a turné nevét Bigbang Alive Galaxy Tour 2012-re módosították.

## Színpadkép és dallista

A Bigbang hibernációs kapszulái a szöuli koncerten

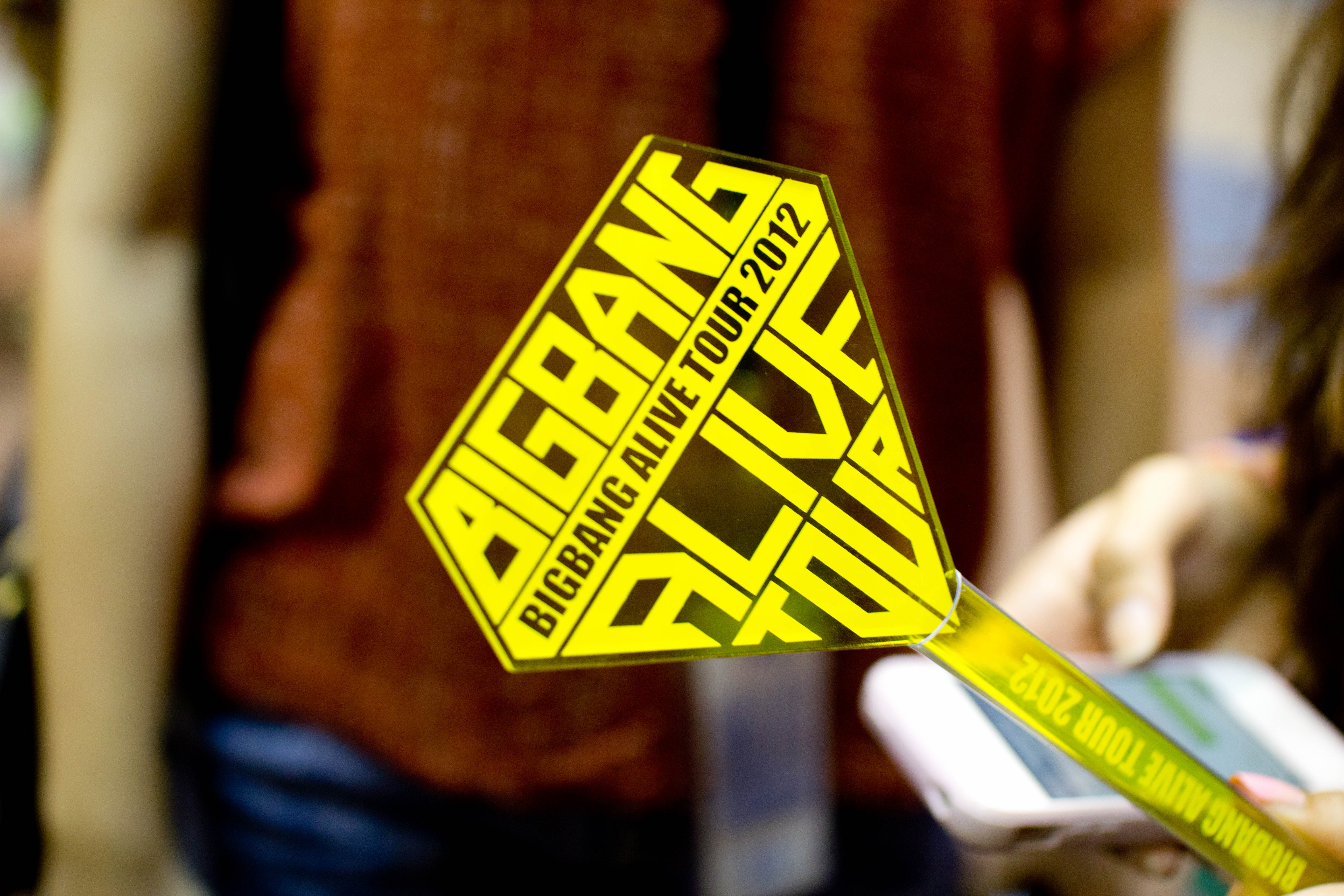
Egy rajongó a turné hivatalos világító rúdjával

A szöuli koncert nyitóképe egy animációs videó volt, melyben a Big Bang hibernációs kapszulákban érkezik a földre a világűrből. A videót követően az együttes tagjai életnagyságú kapszulákból léptek elő. A koncert nyitódala az album intrója, a 48 másodperces Still Alive volt, majd az előző album, a Tonight címadó dala következett. A koncerten az új lemez dalait a régiekkel vegyítve adták elő. Többször váltottak fellépőruhát, G-Dragon és T.O.P. duettjét pedig kínai oroszlánok kísérték. A koncerten pirotechnikai elemeket is alkalmaztak.

### Dallista
A szöuli koncertállomás repertoárjában az Alive album dalai mellett régebbi slágereket és az egyes tagok szólódalait is előadták.
- Still Alive
- Tonight
- Hands Up
- Fantastic Baby
- How Gee
- Stupid Liar
- Knock Out (GD & TOP szóló)
- High High (GD & TOP szóló)
- Strong Baby (Seungri szóló)
- What Can I Do (Seungri szóló)
- Gara Gara Go
- Number 1
- Cafe
- Bad Boy
- Blue
- Ain’t No Fun
- Love Dust
- Love Song
- Only Look at Me (Taeyang szóló)
- Wedding Dress (Taeyang szóló)
- Where U At (Taeyang szóló)
- Wings (Daesung szóló)
- Haru Haru
- Lies
- Last Farewell
- Sunset Glow
- Heaven

#### Eltérő dalkiosztásos koncertek
- Sanghaj: + Monster[10]
- Amerikai koncertek:[11]
  - + Crayon, Monster, Feeling
  - - Love Dust, Ain't No Fun

Turnéképek
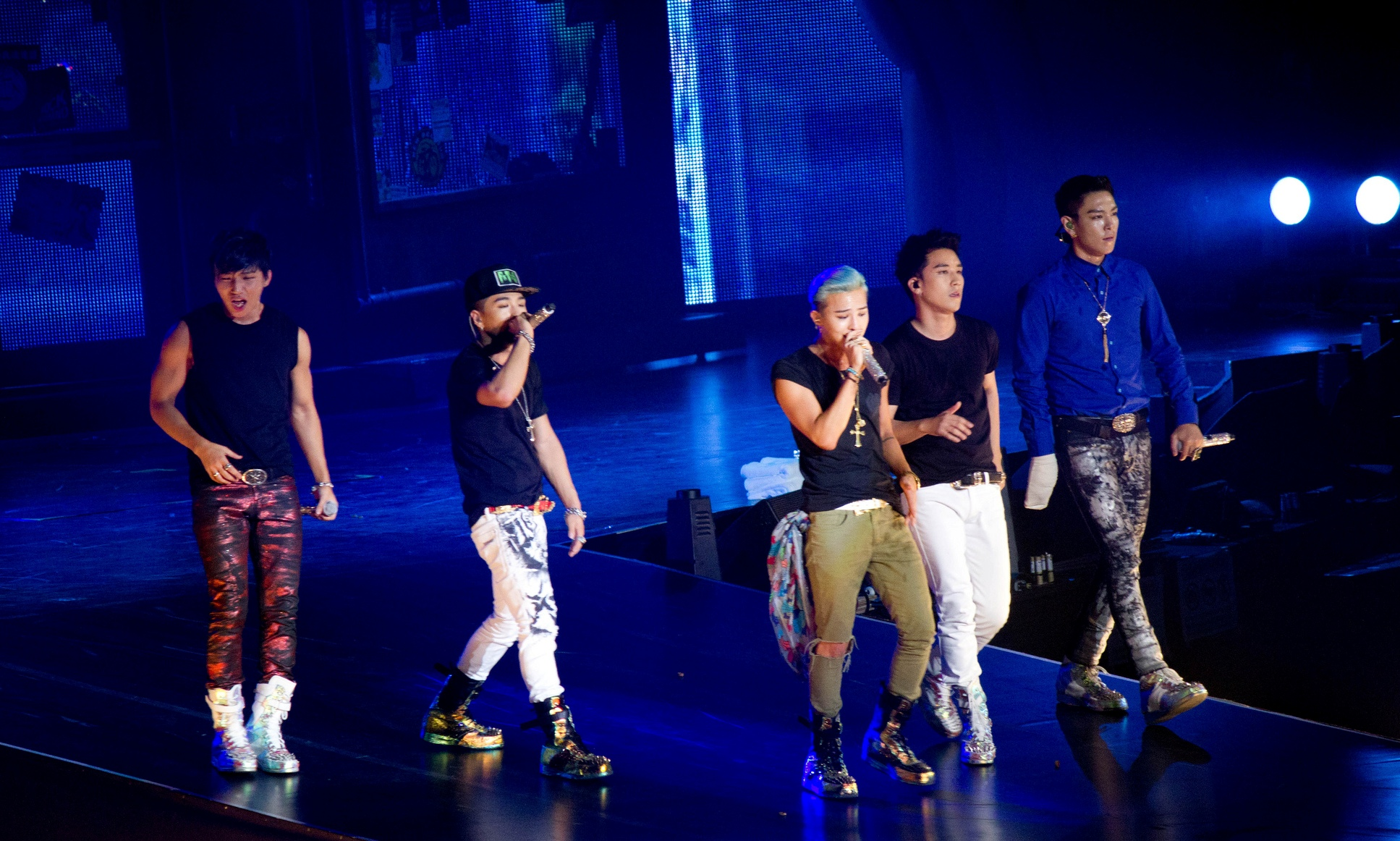
Big Bang a színpadon
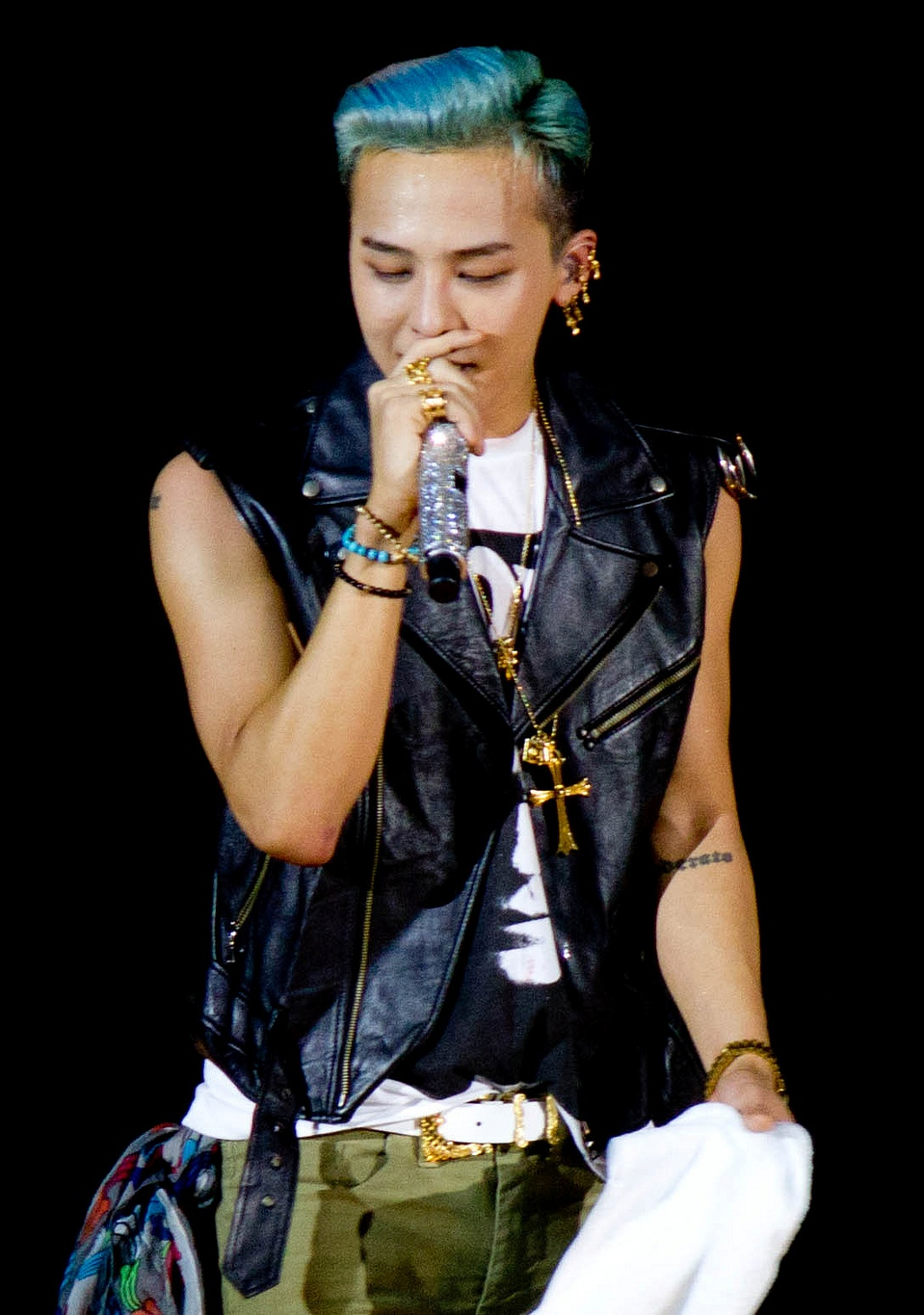
G-Dragon
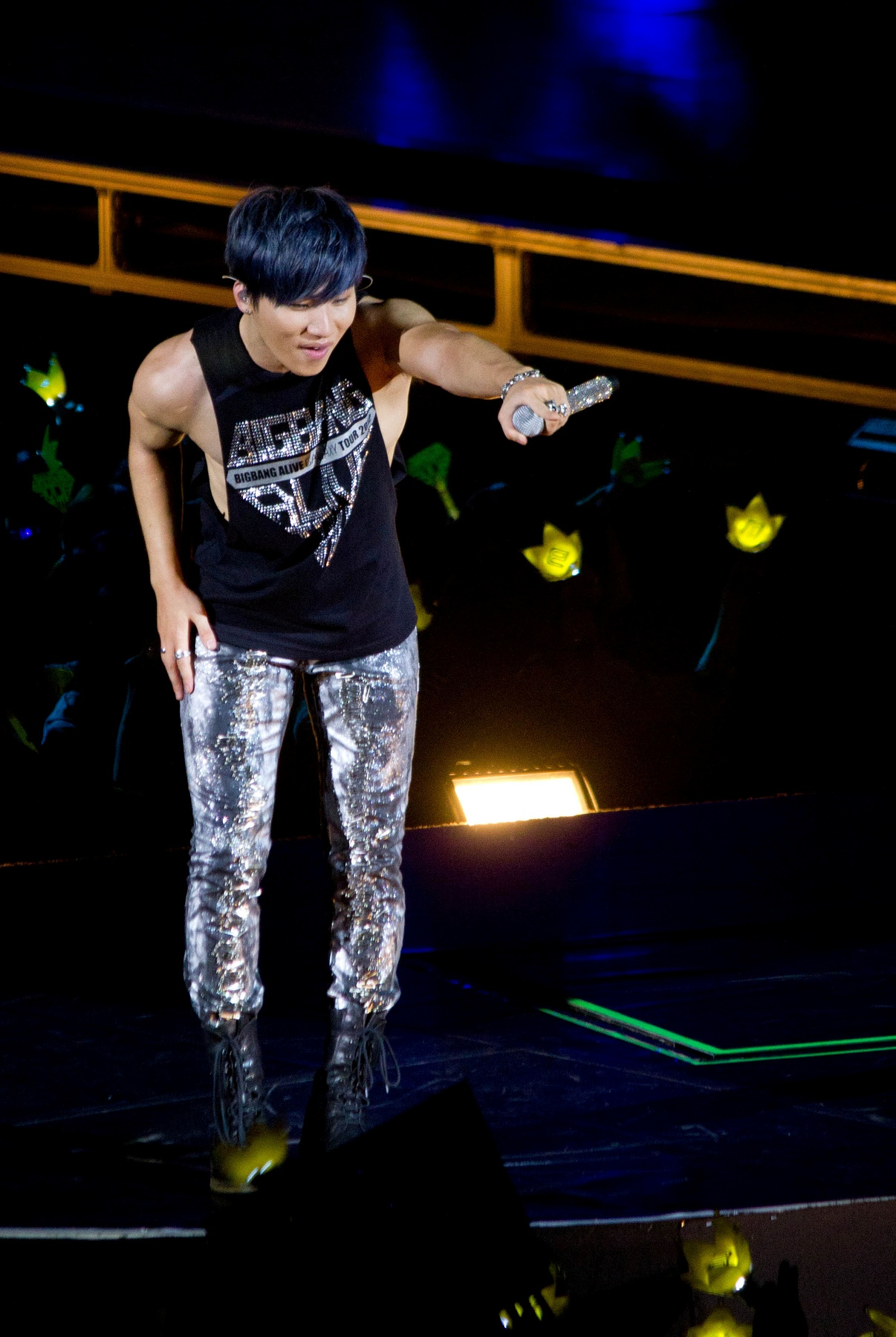
Daesung
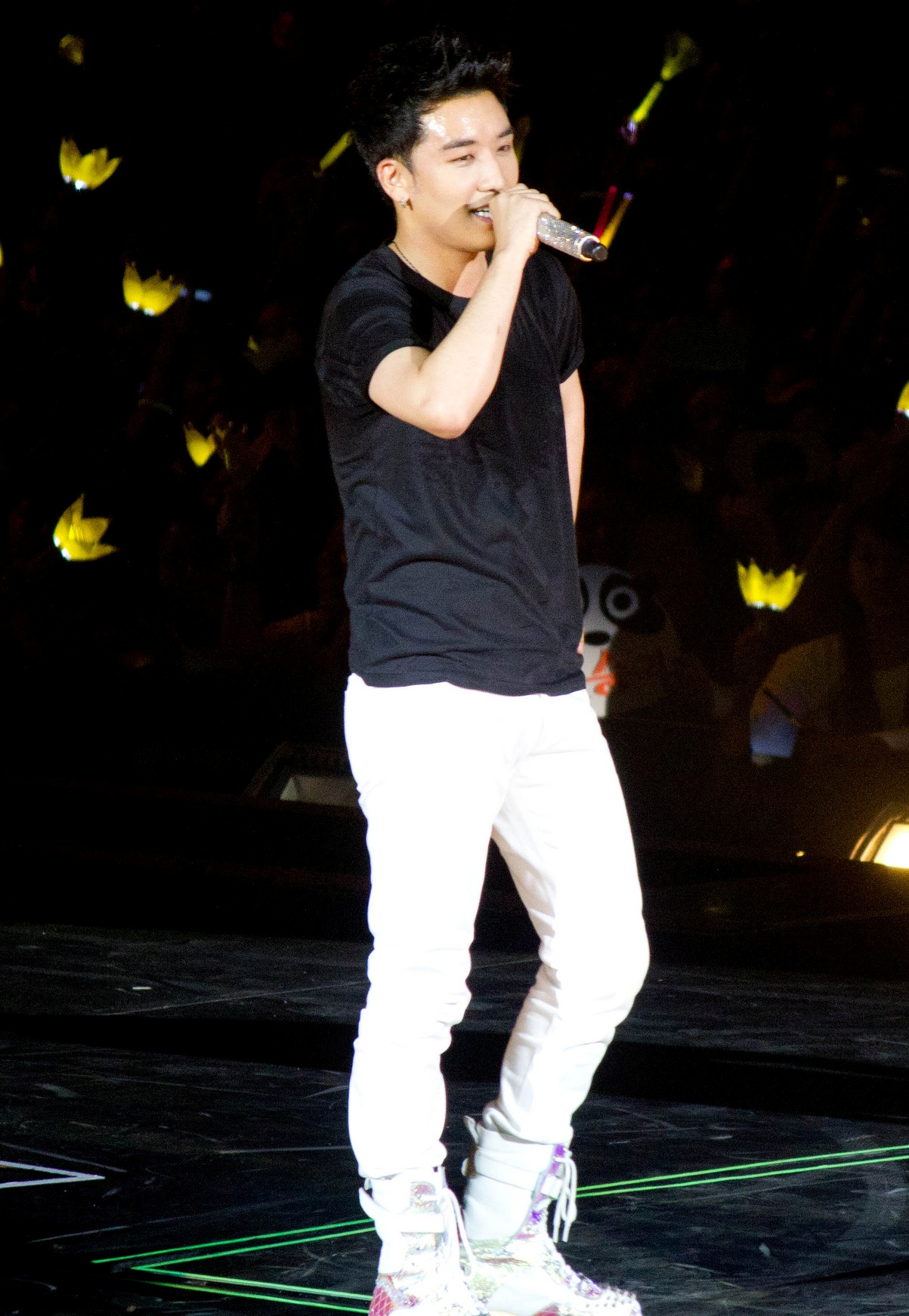
Seungri
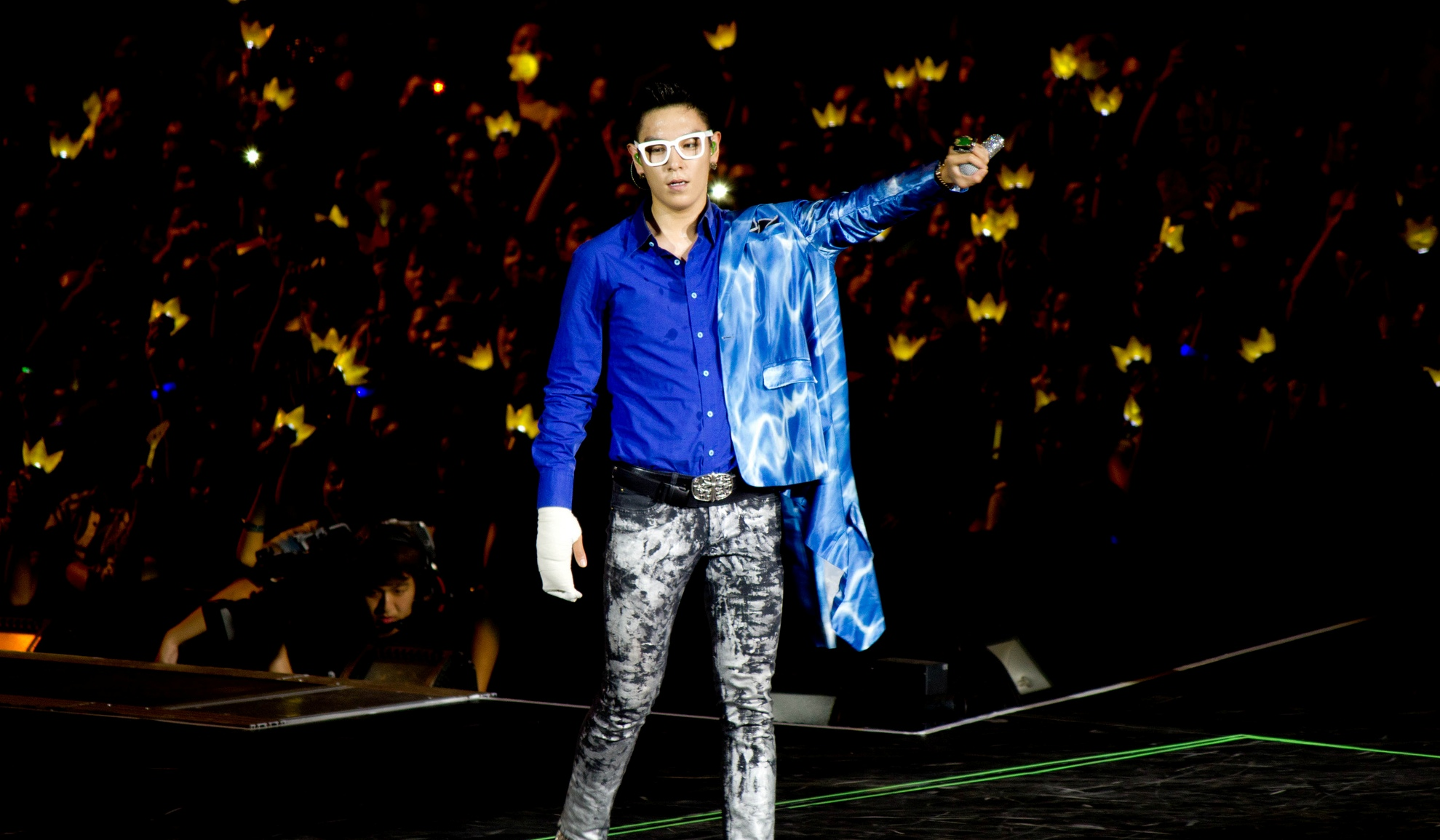
T.O.P.
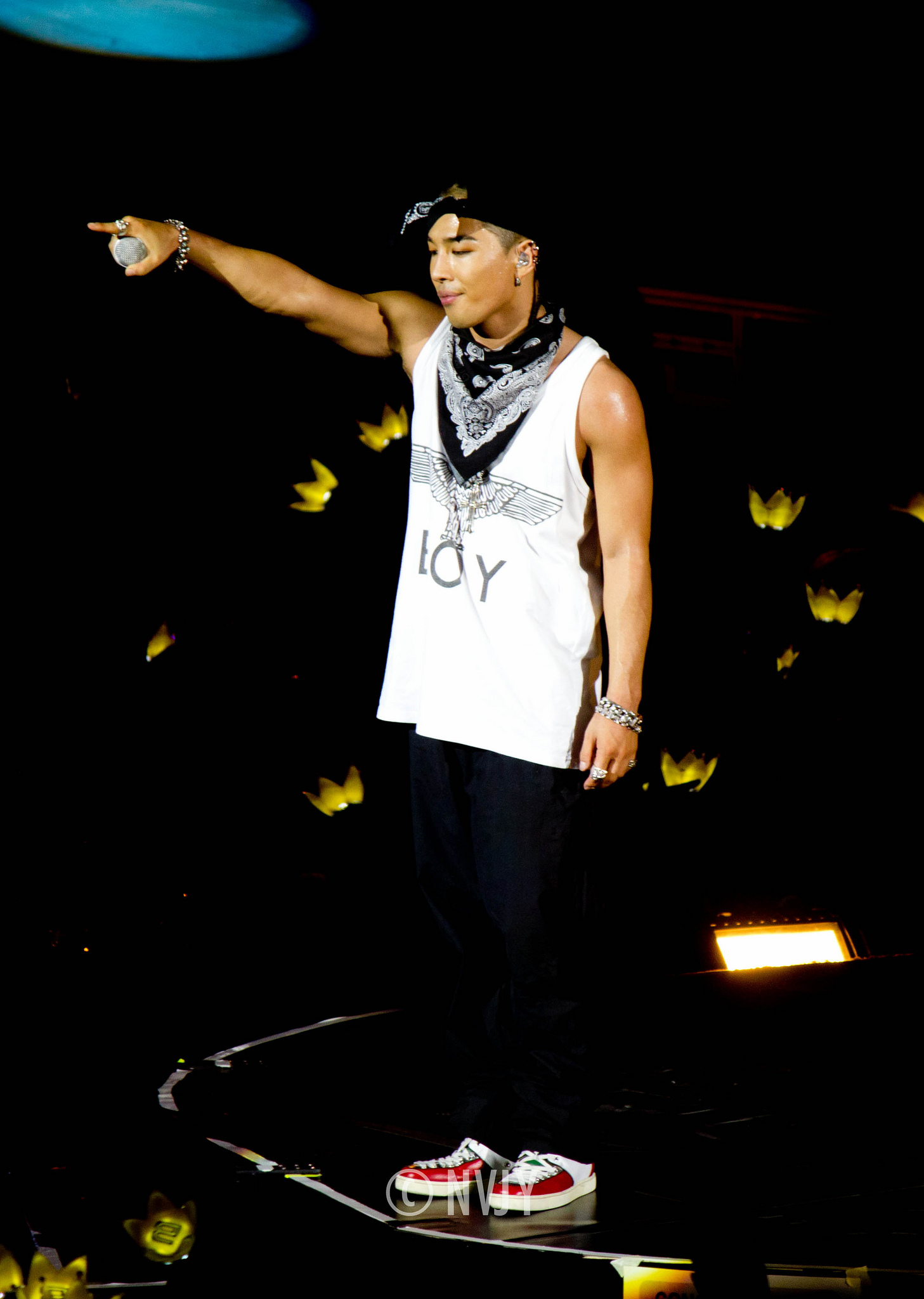
Taeyang

## Fogadtatás

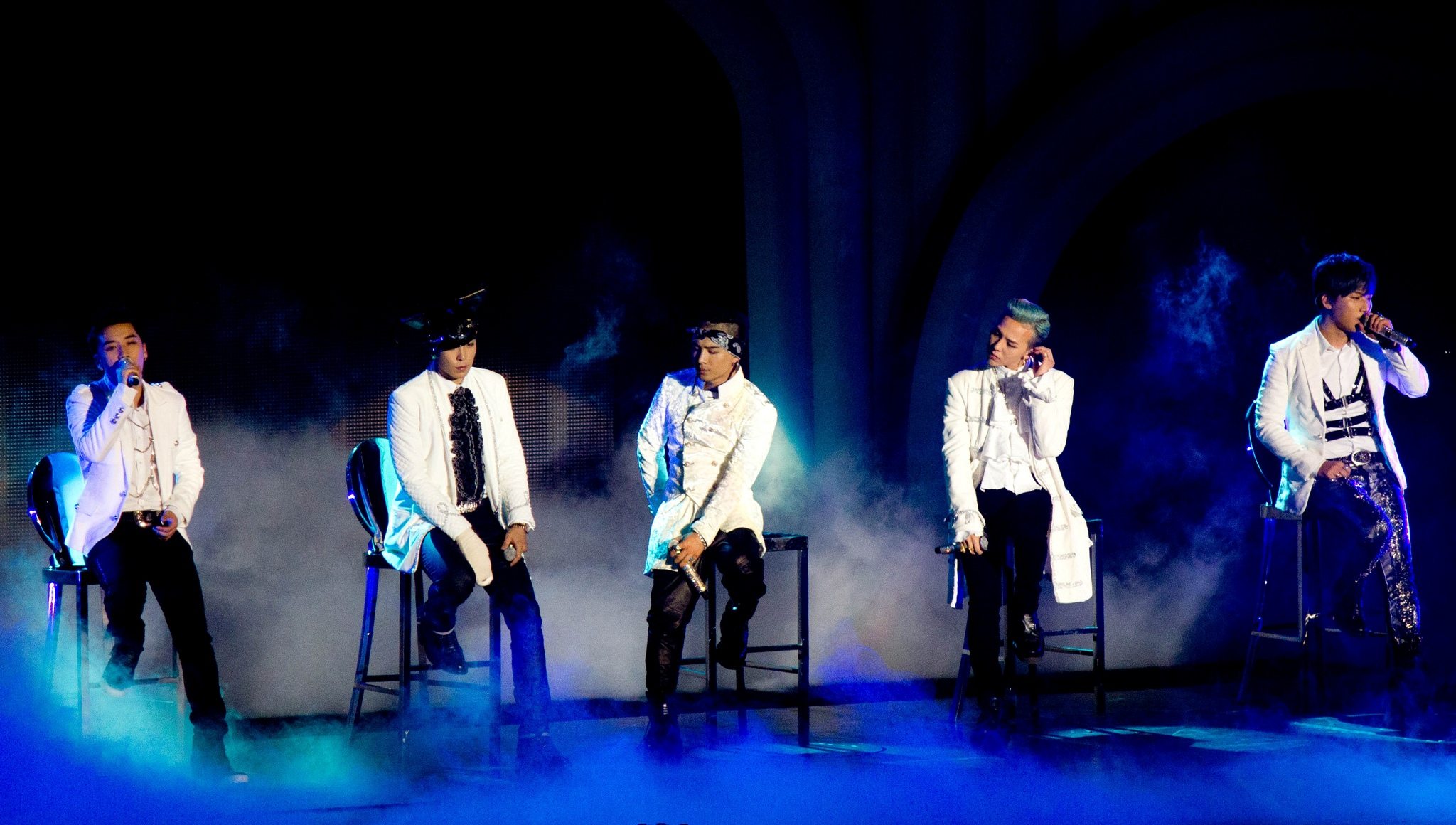
A Big Bang színpadon

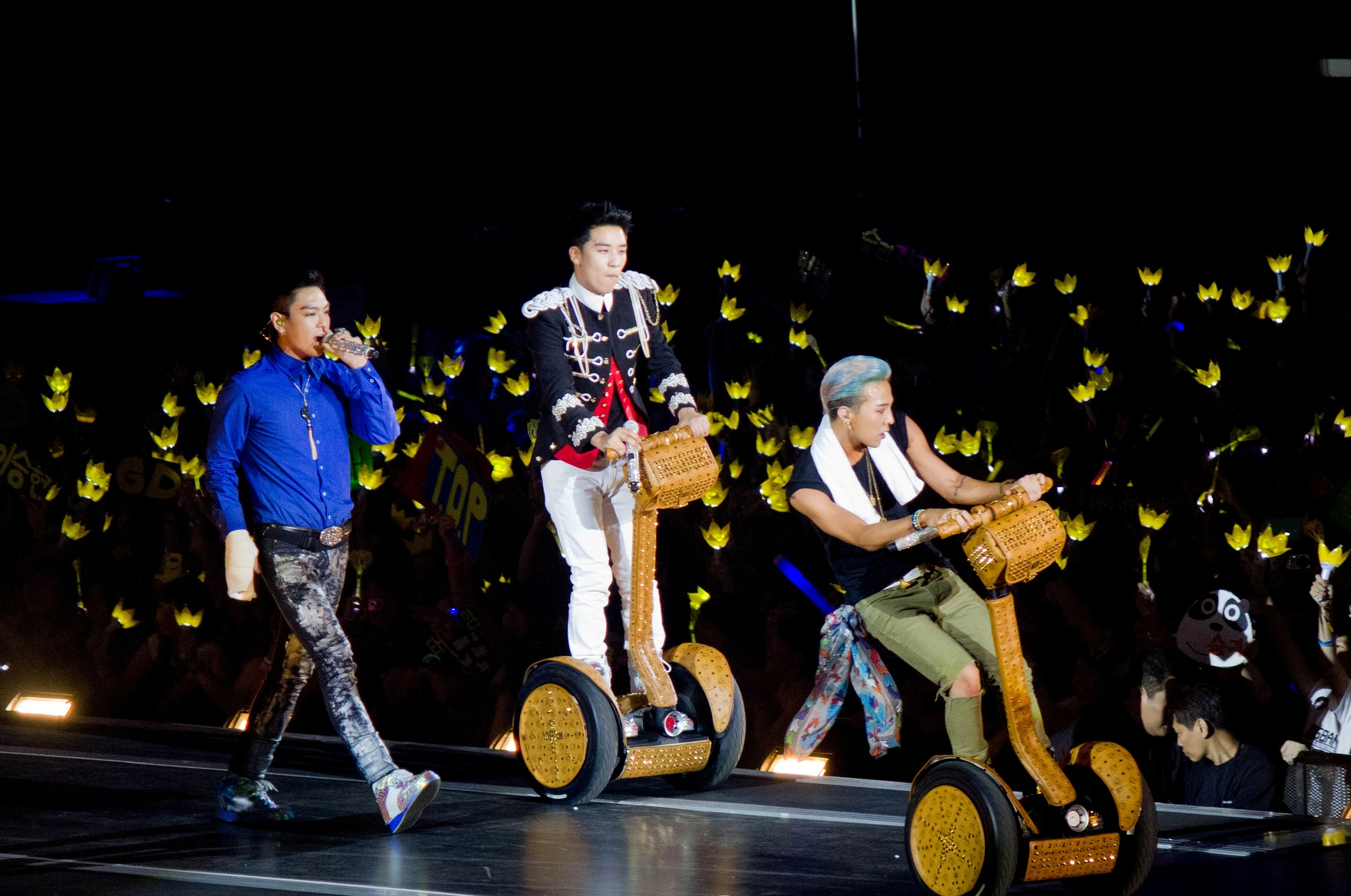
TOP, Seungri és G-Dragon Segwayekkel a színpadon

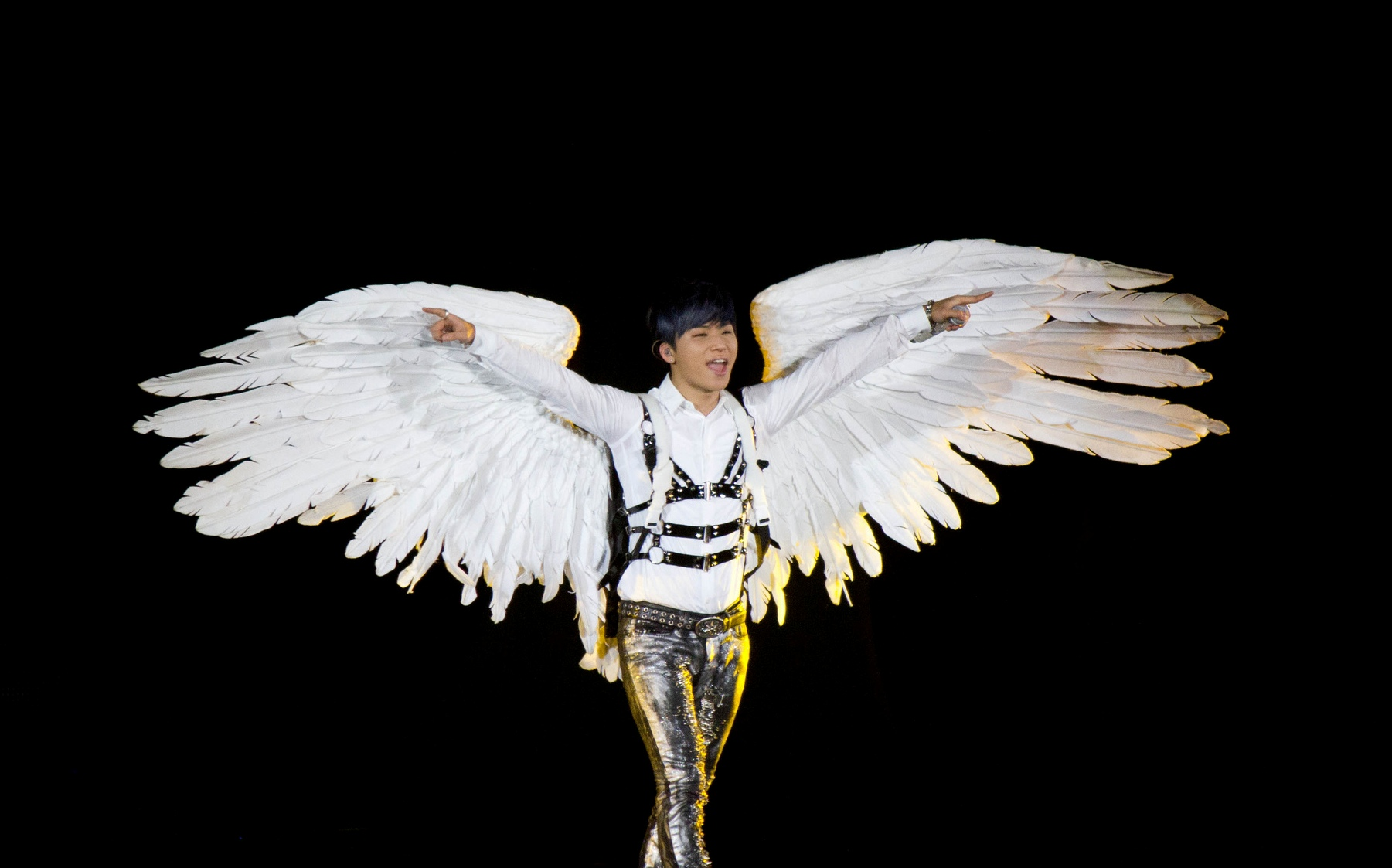
Daesung szólódala közben

### Nézőszám és jegyeladás
A három szöuli koncertet összesen több mint 39 000 néző látta, a koncertet vágott formában később az MTV World Stage is leadta több mint 160 országban. A Big Bang az első ázsiai együttes, akiknek a koncertjét az MTV World Stage közvetítette. A szöuli koncertre a rajongók 67 országból több mint 13 tonna rizst küldtek adományként. A nézők harmada külföldi volt (főképp japán, kínai és indonéz). A turné japán szakaszára eredetileg tíz koncertet terveztek, végül azonban további öt előadást kellett beiktatni a nagy számú érdeklődés miatt. A japán szakaszra összesen 150 000 jegyet bocsátottak ki, melyek a helyi média jelentései szerint „percek alatt” elfogytak, több mint egymillióan próbáltak jegyet venni. A sanghaji koncert VIP-jegyárai elérték a 10 000 jüant is. Ez volt a Bigbang első koncertje a Kínai Népköztársaságban. Tajvanon az együttes rekordot döntött két koncertjének bevételeivel, az összesen 20 000 főt vonzó koncertek bevétele 118 550 000 tajvani dollár volt. 2012 decemberében tartandó londoni koncertjükre percek alatt elfogytak a jegyek, így az együttes két koncertet tart majd a 12 500 férőhelyes Wembley Arénában.
A turné 45 koncertjére összesen 759 000 jegyet adtak el, a legtöbbet Japánban.

### Kritikai fogadtatás
A március 2-án tartott első szöuli koncert előtt a Big Bang Laurieann Gibsonnal sajtótájékoztatót tartott. A The Korea Times szerint az együttes tagjai „szemmel láthatóan betegek” voltak, köhögtek és tüsszögtek. Az újság szerint ez rányomta a bélyegét a koncertre, az együttes tagjai fáradtnak és közömbösnek tűntek, rutinszerűen táncoltak és nem improvizáltak. A The Korea Times úgy vélte, Gibson és a Live Nation közreműködése többet ártott a koncertnek, mint amennyi haszna volt, a pirotechnikai elemek, a világítástechnika és a show felépítése olyanná tette a koncertet, mintha „valamelyik aktuális amerikai popsztáré” lett volna. Gibson és csapata „elvette az élő koncert minden varázsát azzal, hogy a Big Bang általában igen nézőbarát és interaktív fellépését egy távolságtartó eseménnyé alakította, rákényszerítve az együttest, hogy slágerek tömegét ontsa monoton módon, nem hagyva időt a rajongókkal való kapcsolatteremtésre.” Ugyancsak kritizálták a hangtechnikát, ami a napilap szerint az olimpiai stadion amúgy is „borzalmas” akusztikáján még tovább rontott. Az újságíró szerint Seungri egyébként is gyenge vokálját digitálisan feljavították, T.O.P. rappelését a mikrofonbeállítások hibája miatt alig lehetett hallani, és bár „G-Dragon briliánsan énekelt és rappelt élőben, a hangját túlságosan eltorzították”. Az újság szerint a koncert pozitívuma a Live Nation zenekara volt, akik jelentős extrát adtak a dalokhoz. Az újságíró meglátása szerint a koncert fénypontja Taeyang volt, aki a beteg csapattársai mellett energikusnak tűnt és „mindent beleadott”.
A The Korea Times értékelésével ellentétben a KPopStarz magazin szerint a három szöuli koncert bebizonyította, „mitől Big Bang a Big Bang”, arra hivatkozva, hogy koreai zenészek szerint is a show felülmúlta a Koreában szokásos színvonalat, illetve a közönség „őrülten tombolt” és „fülsiketítően sikoltozott”. „Az együttes hatalmas energiával megállás nélkül 6-7 dalt is előadott, összesen pedig 26 dalt énekeltek élőben.”
A The New York Times a newarki koncertet „vibrálónak” és „felvillanyozónak” nevezte. Az OC Weekly a következő véleménnyel volt a Los Angeles-i koncertről:
A show végeztével teljesen készen voltam attól, ahogy egy csapat koreai fickó újraértelmezte azt a zenét, ami NYC utcáiról származik. Nem briliáns, és valószínűleg tömeggyártott is, de jól szórakoztam. A Big Bang, ha stílusról van szó, legalább annyira elképesztő, mint Missy Elliot vagy Lady Gaga. [...] Őszintén megmondom, bődületesen jó volt. Csak legyetek nyitottak és álljatok készen, mert ezek a fiúk, nos, vissza fognak jönni, és tisztában vannak vele, hogy szupersztárok lesznek.

## Állomások
A turné 16 országból és 25 városból fog állni, a turné helyszíneit és időpontjait a YG Entertainment az együttes Facebook-oldalán folyamatosan teszi közzé. A turné állomásainak némelyikén az együttes több koncertet is ad.
| Ország                   | Helyszín                                  | Dátum                                   | Dátum                 | Eladott jegyek |
| Ország                   | Helyszín                                  | 2012                                    | 2013                  | Eladott jegyek |
| Ázsia                    | Ázsia                                     | Ázsia                                   | Ázsia                 | Ázsia          |
| ------------------------ | ----------------------------------------- | --------------------------------------- | --------------------- | -------------- |
| Dél-Korea                | Szöul, Olimpiai tornacsarnok              | március 2. március 3. március 4.        | január ?              | 39 000         |
| Japán                    | Nagoja, Nippon Gaishi Hall                | május 17. május 18.                     |                       | 18 000         |
| Japán                    | Jokohama, Yokohama Arena                  | május 25. május 26. május 27.           |                       | 36 000         |
| Japán                    | Oszaka, Osaka Castle Hall                 | május 31. június 1. június 2. június 3. |                       | 40 000         |
| Japán                    | Szaitama, Super Arena Saitama             | június 16. június 17.                   |                       | 36 000         |
| Japán                    | Fukuoka, Marinemesse                      | június 23. június 24.                   |                       | 20 000         |
| Japán                    | Oszaka, Kyocera Dome                      | november 23. november 24.               | január 11. január 12. | 200 000        |
| Japán                    | Tokió, Tokyo Dome                         | december 5.                             |                       | 55 000         |
| Japán                    | Fukuoka, Yahoo! Japan Dome                | december 22.                            |                       | 50 000         |
| Szingapúr                | Singapore Indoor Stadium                  | szeptember 28. szeptember 29.           |                       | 20 000         |
| Thaiföld                 | Bangkok, Impact Arena                     | október 5. október 6.                   |                       | 20 000         |
| Indonézia                | Jakarta, Mata Elang International Stadium | október 12. október 13.                 |                       | 26 000         |
| Tajvan                   | Tajpej                                    | október 20. október 21.                 |                       | 26 000         |
| Fülöp-szigetek           | Manila                                    | október 24.                             |                       | 13 000         |
| Malajzia                 | Kuala Lumpur                              | október 27.                             |                       | 18 000         |
| Hongkong                 | Asia Expo                                 | december 8. december 9. december 10.    |                       | 30 000         |
| Kína                     | Sanghaj, Mercedes Benz Center             | július 21.                              |                       | 10 000         |
| Kína                     | Kanton, International Sports Arena        | július 28.                              |                       | 10 000         |
| Kína                     | Peking, Mastercard Center                 | augusztus 4.                            |                       | 10 000         |
| Észak- és Dél-Amerika    |                                           |                                         |                       |                |
| USA                      | Los Angeles, Honda Center                 | november 2 november 3.                  |                       | 24 000         |
| USA                      | Newark, New Jersey, Prudential Center     | november 8. november 9.                 |                       | 24 000         |
| Peru                     | Lima, Jockey Club                         | november 14.                            |                       | 10 000         |
| Európa és egyéb országok |                                           |                                         |                       |                |
| Egyesült Királyság       | London, Wembley Aréna                     | december 14. december 15.               |                       | 24 000         |

## Közreműködők
A turné során az együttes olyan szakemberekkel dolgozik együtt, akik korábban például Madonna, Eminem vagy a Linkin Park koncertjeit tervezték.
- Színpadterv, világításterv: Leroy Bennett
- Hangosítás: Ken Van Druten
- Vizuális tervek, kivetítés: Possible Productions

### Zenészek
- Zenei rendező, billentyűk: Gill Smith II.
- Gitár: Justin Lyons
- Billentyűk: Dante
- Basszusgitár: Omar Dominick
- Dobok: Benny Rodgers II